# Kryohämorrhoidektomie
Die Kryohämorrhoidektomie (von altgriechisch κρύος kryos ‚Frost‘, ‚Eis‘; griechisch αἷμα haíma, deutsch ‚Blut‘ und ῥεῖν réin ‚fließen‘ und altgriechisch ἐκτομή, ektomế, ‚Herausschneiden‘) ist ein mittlerweile veraltetes Verfahren zur Behandlung von symptomatischen Hämorrhoiden (Hämorrhoidalleiden). In der englischsprachigen Fachliteratur wird das Verfahren als cryohemorrhoidectomy bezeichnet.

## Beschreibung
Die Kryohämorrhoidektomie ist ein kryochirurgisches Verfahren. Das Einfrieren bewirkt eine lokale Gewebezerstörung, die einen mehrstündigen erheblichen wässrigen Ausfluss zur Folge hat, der in manchen Fällen bis zu vier Wochen andauern kann. Die Kryochirurgie selbst ist zwar schmerzlos, die Schmerzen nach dem Eingriff können sich aber über mehrere Wochen erstrecken und teilweise länger als bei der klassischen Hämorrhoidektomie andauern. Die Methode ist heute weitgehend obsolet. Seit 1989 gibt es keine aktuellen Veröffentlichungen zu dem Verfahren.
Der US-Amerikaner Martin I. Lewis entwickelte die Kryohämorrhoidektomie 1969.